# Olimpiadi del bridge
Le Olimpiadi del Bridge  (World Team Olympiad) erano un torneo di bridge organizzato dalla World Bridge Federation, che si è svolto dal 1960 al 2004 dopodiché è stato soppiantato dai World Mind Sports Games.
Tradizionalmente le olimpiadi consistevano in due eventi: Open Teams event (torneo maschile)  e Women's Teams event (torneo femminile). Dal 2000 era stato introdotto un terzo evento, Senior Teams Cup (torneo per giocatori che avessero superato i 55 anni d'età).
Ciascuna federazione nazionale era incaricata di selezionare un solo team per ciascun evento.

## Vincitori Open Teams
| Anno | Partecipanti | Rank | Giocatori |
| ---- | ------------ | ---- | --- |
| 1960 | 29           | 1.   | France René Bacherich, Gérard Bourchtoff, Claude Delmouly, Pierre Ghestem, Pierre Jaïs, Roger Trézel             |
|      |              | 2.   | Great Britain Jeremy Flint, Nico Gardener, Terence Reese, Albert Rose, Boris Schapiro, Ralph Swimer              |
|      |              | 3.   | USA Vanderbilt 1 B. Jay Becker, John Crawford, Norman Kay, George Rapee, Sidney Silodor, Tobias Stone            |
| 1964 | 29           | 1.   | Italy Walter Avarelli, Giorgio Belladonna, Massimo D'Alelio, Pietro Forquet, Benito Garozzo, Camillo Pabis Ticci |
|      |              | 2.   | USA Bob Hamman, Robert Jordan, Don Krauss, Victor Mitchell, Arthur Robinson, Sam Stayman                         |
|      |              | 3.   | Great Britain Jeremy Flint, Maurice Harrison-Gray, Kenneth Konstam, Terence Reese, Boris Schapiro, Joel Tarlo    |
| 1968 | 33           | 1.   | Italy Walter Avarelli, Giorgio Belladonna, Massimo D'Alelio, Pietro Forquet, Benito Garozzo, Camillo Pabis Ticci |
|      |              | 2.   | USA Robert Jordan, Edgar Kaplan, Norman Kay, Arthur Robinson, William Root, Alvin Roth                           |
|      |              | 3.   | Canada Gerry Charney, Bill Crissey, C. Bruce Elliott, Sami Kehela, Eric Murray, Percy Sheardown                  |
| 1972 | 39           | 1.   | Italy Walter Avarelli, Giorgio Belladonna, Massimo D'Alelio, Pietro Forquet, Benito Garozzo, Camillo Pabis Ticci |
|      |              | 2.   | USA Bobby Goldman, Bob Hamman, James Jacoby, Mike Lawrence, Paul Soloway, Bobby Wolff                            |
|      |              | 3.   | Canada Gerry Charney, Bill Crissey, Bruce Gowdy, Sami Kehela, Eric Murray, Duncan Phillips                       |
| 1976 | 45           | 1.   | Brazil Pedro Paulo Assumpção, Sérgio Barbosa, Marcelo Branco, Gabriel Chagas, Gabino Cintra, Christiano Fonseca  |
|      |              | 2.   | Italy Giorgio Belladonna, Arturo Franco, Benito Garozzo, Carlo Mosca, Silvio Sbarigia, Antonio Vivaldi           |
|      |              | 3.   | Great Britain Willie Coyle, Jeremy Flint, Tony Priday, Claude Rodrigue, Irving Rose, Robert Sheehan              |
| 1980 | 58           | 1.   | France Paul Chemla, Michel Lebel, Christian Mari, Michel Perron, (Philippe Soulet, Henri Szwarc)*                |
|      |              | 2.   | USA Fred Hamilton, Bob Hamman, Mike Passell, Ira Rubin, Paul Soloway, Bobby Wolff                                |
|      |              | 3-4. | Netherlands Hans Kreijns, Anton Maas, André Mulder, Carol van Oppen, Hans Vergoed, René Zwaan                    |
|      |              | 3-4. | Norway Jon Aabye, Per Breck, Tor Helness, Reidar Lien, Harald Nordby, Leif-Erik Stabell                          |
| 1984 | 54           | 1.   | Poland Piotr Gawryś, Krzysztof Martens, Tomasz Przybora, Jacek Romański, Piotr Tuszyński, Henryk Wolny           |
|      |              | 2.   | France Paul Chemla, Félix Covo, Hervé Mouiel, Fivo Paladino, Michel Perron, Henri Szwarc                         |
|      |              | 3.   | Denmark Jens Auken, Knud-Aage Boesgaard, Johannes Hulgaard, Peter Schaltz, Steen Schou, Stig Werdelin            |
| 1988 | 56           | 1.   | USA Seymon Deutsch, Bob Hamman, James Jacoby, Jeff Meckstroth, Eric Rodwell, Bobby Wolff                         |
|      |              | 2.   | Austria Heinrich Berger, Jan Fucik, Alfred Kadlec, Fritz Kubak, Wolfgang Meinl, Franz Terraneo                   |
|      |              | 3.   | Sweden Björn Fallenius, Sven-Olov Flodqvist, Hans Göthe, Tommy Gullberg, Magnus Lindkvist, Per Olof Sundelin     |
| 1992 | 57           | 1.   | France Paul Chemla, Alain Lévy, Hervé Mouiel, Michel Perron, (Pierre Adad, Maurice Aujaleu)*                     |
|      |              | 2.   | USA Seymon Deutsch, Bob Hamman, Jeff Meckstroth, Eric Rodwell, Michael Rosenberg, Bobby Wolff                    |
|      |              | 3.   | Netherlands Wubbo de Boer, Enri Leufkens, Bauke Muller, Berry Westra, (Jaap van der Neut, Marcel Nooijen)**      |
| 1996 | 71           | 1.   | France Marc Bompis, Alain Lévy, Christian Mari, Hervé Mouiel, Franck Multon, Henri Szwarc                        |
|      |              | 2.   | Indonesia Franky Karwur, Henky Lasut, Eddy Manoppo, Denny Sacul, (Santje Panelewen, Giovanni Watulingas)***      |
|      |              | 3.   | Denmark Morten Andersen, Jens Auken, Lars Blakset, Søren Christiansen, Dennis Koch-Palmund, Lauge Schäffer       |
| 2000 | 72           | 1.   | Italy Norberto Bocchi, Giorgio Duboin, Lorenzo Lauria, Alfredo Versace, (Dano De Falco, Guido Ferraro)*          |
|      |              | 2.   | Poland Cezary Balicki, Krzysztof Jassem, Michał Kwiecień, Jacek Pszczoła, Piotr Tuszyński, Adam Żmudziński       |
|      |              | 3.   | USA David Berkowitz, Larry N. Cohen, Steve Garner, George Jacobs, Ralph Katz, Howard Weinstein                   |
| 2004 | 72           | 1.   | Italy Norberto Bocchi, Giorgio Duboin, Fulvio Fantoni, Lorenzo Lauria, Claudio Nunes, Alfredo Versace            |
|      |              | 2.   | Netherlands Sjoert Brink, Bas Drijver, Jan Jansma, Ricco van Prooijen, Maarten Schollaardt, Louk Verhees Jr.     |
|      |              | 3.   | Russia Alexander Dubinin, Andrei Gromov, Jouri Khokhlov, Max Khven, Georgi Matushko, Vladimir Rekunov            |

- * Soulet–Szwarc nel 1980, Adad–Aujaleu nel 1992, e De Falco–Ferraro in 2000 non hanno partecipato a tutti i match per il titolo assoluto
- ** van der Neut e Nooijen non hanno partecipato a tutti i match per il terzo posto
- *** Panelewen e Watulingas non hanno partecipato a tutti i match per il secondo posto

## Vincitrici del Women's Teams
| Anno | Partecipanti | Rank | Giocatrici |
| ---- | ------------ | ---- | --- |
| 1960 | 14           | 1.   | Repubblica Araba Unita Helen Camara, Aida Choucry, Samika Fathy, Loula Gordon, Josephine Morcos, Suzanne Naguib       |
|      |              | 2.   | France Nadine Alexandre, Annie Chanfray, Gary, Geneviève Morénas, Esmerian Pouldjian, Rouvière                        |
|      |              | 3.   | Denmark Otti Damm, Annelise Faber, Rigmor Fraenckel, Lizzie Schaltz, Gulle Skotte                                     |
| 1964 | 15           | 1.   | Great Britain Dimmie Fleming, Fritzi Gordon, Jane Juan, Rixi Markus, Mary Moss, Dorothy Shanahan                      |
|      |              | 2.   | USA Agnes Gordon, Muriel Kaplan, Alicia Kempner, Helen Portugal, Stella Rebner, Jan Stone                             |
|      |              | 3.   | France Suzanne Baldon, Annie Chanfray, Marguerite de Gailhard, Geneviève Morénas, Marianne Serf                       |
| 1968 | 19           | 1.   | Sweden Britt Blom, Karin Eriksson, Eva Mårtensson, Rut Segander, Gunborg Silborn, Britta Werner                       |
|      |              | 2.   | South Africa Thelma Beron, Gerda Goslar, Rita Jacobson, Petra Mansell, Elfreda Sender, Alma Shnieder                  |
|      |              | 3.   | USA Hermine Baron, Nancy Gruver, Emma Jean Hawes, Sue Sachs, Dorothy Hayden, Rhoda Walsh                              |
| 1972 | 18           | 1.   | Italy Marisa Bianchi, Luciana Canessa, Rina Jabès, Maria Antonietta Robaudo, Anna Valenti, Maria Vittoria Venturini   |
|      |              | 2.   | South Africa Thelma Beron, Janie Disler, Gerda Goslar, Rita Jacobson, Petra Mansell, Alma Shnieder                    |
|      |              | 3.   | USA Mary Jane Farell, Emma Jean Hawes, Dorothy Hayden Truscott, Marilyn Johnson, Jacqui Mitchell, Peggy Solomon       |
| 1976 | 21           | 1.   | Italy Marisa Bianchi, Luciana Capodanno, Marisa D'Andrea, Rina Jabès, Maria Antonietta Robaudo, Anna Valenti          |
|      |              | 2.   | Great Britain Charley Esterson, Nicola Gardener, Fritzi Gordon, Sandra Landy, Rixi Markus, Rita Oldroyd               |
|      |              | 3.   | USA Mary Jane Farell, Emma Jean Hawes, Dorothy Hayden Truscott, Marilyn Johnson, Jacqui Mitchell, Gail Moss           |
| 1980 | 29           | 1.   | USA Mary Jane Farell, Emma Jean Hawes, Dorothy Hayden Truscott, Marilyn Johnson, Jacqui Mitchell, Gail Moss           |
|      |              | 2.   | Italy Marisa Bianchi, Luciana Capodanno, Marisa D'Andrea, Enrichetta Gut, Andreina Morini, Anna Valenti               |
|      |              | 3.   | Great Britain Nicola Gardener, Sandra Landy, Rita Oldroyd, Sally Sowter, (Michelle Brunner, Pat Davies)*              |
| 1984 | 23           | 1.   | USA Betty Ann Kennedy, Jacqui Mitchell, Gail Moss, Judi Radin, Carol Sanders, Kathie Wei                              |
|      |              | 2.   | Great Britain Pat Davies, Sally Horton, Sandra Landy, Nicola Smith, (Sarah Scarborough, Gillian Scott-Jones)**        |
|      |              | 3.   | Netherlands Marijke Erich, Petra Kaas, Laura Lor, Elly Schippers, Marijke van der Pas, Bep Vriend                     |
| 1988 | 37           | 1.   | Denmark Trine Dahl, Bettina Kalkerup, Judy Norris, Charlotte Palmund, Dorthe Schaltz, Kirsten Steen Møller            |
|      |              | 2.   | Great Britain Michelle Brunner, Pat Davies, Sandra Landy, Liz McGowan, Sandra Penfold, Nicola Smith                   |
|      |              | 3.   | Bulgaria Nevena Deleva, Maria Garvalova, Albena Krasteva, Matilda Poplilov, (Margarita Halatcheva, Steliana Ivanova)* |
| 1992 | 34           | 1.   | Austria Maria Erhart, Doris Fischer, Barbara Lindinger, Terry Weigkricht, (Herta Gyimesi, Jovanka Smederevac)***      |
|      |              | 2.   | Great Britain Pat Davies, Michele Handley, Sandra Landy, Liz McGowan, Sandra Penfold, Nicola Smith                    |
|      |              | 3.   | France Danièle Avon, Véronique Bessis, Anne-Claude de l'Epine, Élisabeth Delor, Colette Lise, Sylvie Willard          |
| 1996 | 43           | 1.   | USA Jill Blanchard, Juanita Chambers, Lynn Deas, Gail Greenberg, Irina Levitina, Shawn Quinn                          |
|      |              | 2.   | China Gu Ling, Sun Ming, Wang Hongli, Wang Wenfei, Zhang Yalan, Zhang Yu                                              |
|      |              | 3.   | Canada Francine Cimon, Dianna Gordon, Rhoda Habert, Beverly Kraft, Sharyn Reus, Barbara Saltsman                      |
| 2000 | 41           | 1.   | USA Mildred Breed, Petra Hamman, Joan Jackson, Robin Klar, Shawn Quinn, Peggy Sutherlin                               |
|      |              | 2.   | Canada Francine Cimon, Dianna Gordon, Rhoda Habert, Beverly Kraft, Martine Lacroix, Katie Thorpe                      |
|      |              | 3.   | Germany Sabine Auken, Katrin Farwig, Pony Nehmert, Andrea Rauscheid, Barbara Stawowy, Daniela von Arnim               |
| 2004 | 43           | 1.   | Russia Olga Galaktionova, Victoria Gromova, Natalia Karpenko, Maria Lebedeva, Tatiana Ponomareva, Irina Vasilkova     |
|      |              | 2.   | USA Marinesa Letizia, Jill Meyers, Randi Montin, Janice Seamon-Molson, Tobi Sokolow, Carlyn Steiner                   |
|      |              | 3.   | England Sally Brock, Michelle Brunner, Heather Dhondy, Rhona Goldenfield, Nicola Smith, Kitty Teltscher               |

- * Brunner–Davies nel 1980 and Halatcheva – Ivanova nel 1988 non hanno partecipato a tutti i match per il terzo posto
- ** Scarborough e Scott-Jones non hanno partecipato a tutti i match per il second posto
- *** Gyimesi e Smederevac non hanno partecipato a tutti i match per il titolo mondiale

## Vincitori della Senior International Cup
| Anno | Partecipanti | Rank | Giocatori |
| ---- | ------------ | ---- | --- |
| 2000 | 24           | 1.   | USA John Mohan, Dan Morse, Steve Robinson, John Sutherlin, Bobby Wolff, Kit Woolsey                            |
|      |              | 2.   | France Pierre Adad, Maurice Aujaleu, Claude Delmouly, François Leenhardt, Christian Mari, Jean-Marc Roudinesco |
|      |              | 3.   | Sweden Lars Alfredsson, Lars Backström, Sture Ekberg, Hans Göthe, Hans-Olof Hallén, Anders Morath              |
| 2004 | 29           | 1.   | USA Leo Bell, Neil Chambers, Marshall Miles, John Onstott, Jim Robison, John Schermer                          |
|      |              | 2.   | Netherlands Willem Boegem, Nico Doremans, Onno Janssens, Jaap Trouwborst                                       |
|      |              | 3.   | Germany Hans Humburg, Reiner Marsal, Göran Mattsson, Werner Schneider, Dirk Schroeder, Horst-Dieter Uhlmann    |

## Sedi delle olimpiadi
1960 Torino, Italia
1964 New York, Stati Uniti
1968 Deauville, Francia
1972 Miami Beach, Stati Uniti
1976 Monte Carlo, Monaco
1980 Valkenburg, Paesi Bassi
1984 Seattle, Stati Uniti
1988 Venezia, Italia
1992 Salsomaggiore, Italia
1996 Rodi, Grecia
2000 Maastricht, Paesi Bassi
2004 Istanbul, Turchia